# Maik Klingert

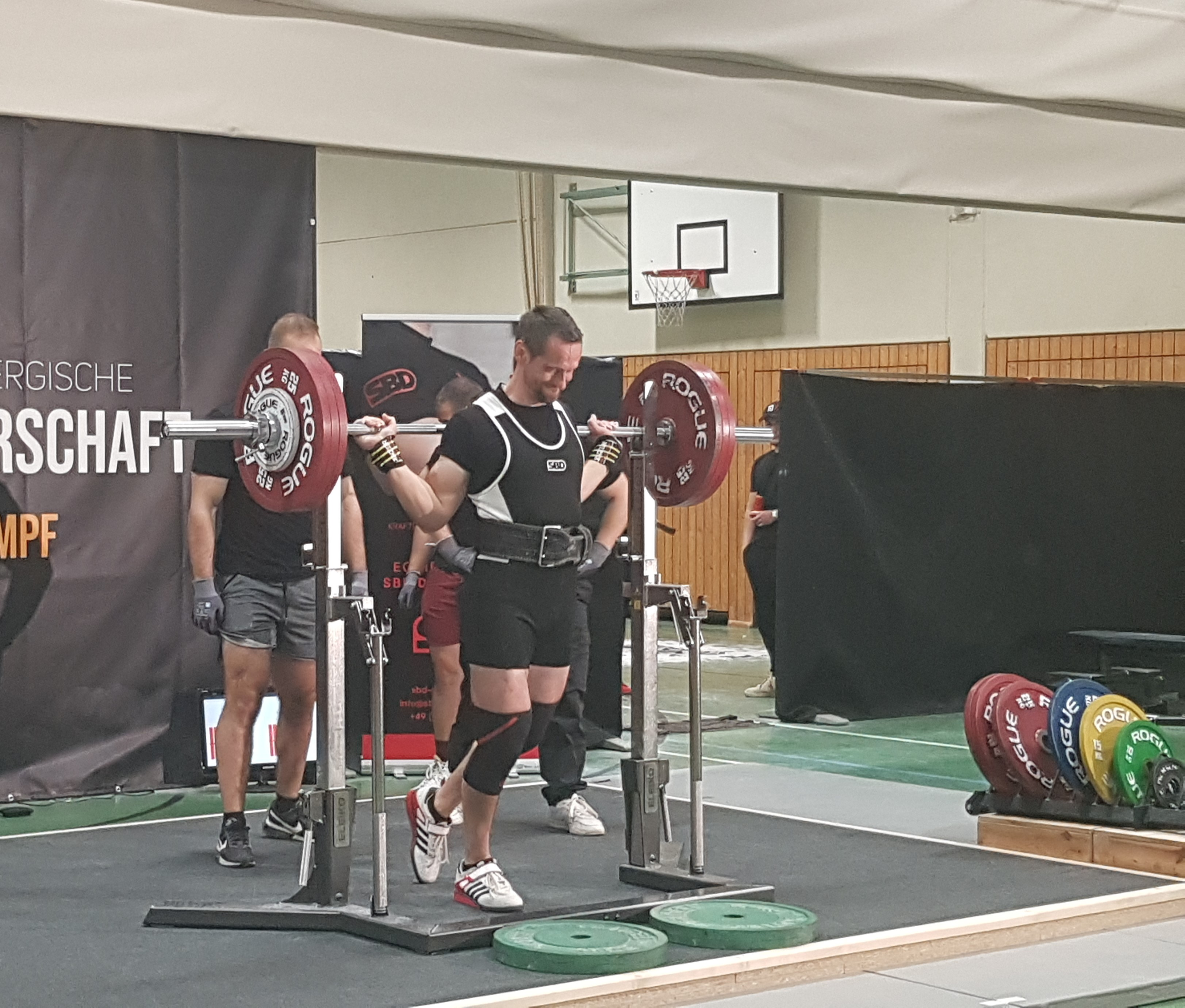
Maik Klingert bei den Landesmeisterschaft im Kraftdreikampf, Karlsruhe 2022

Maik Klingert (* 23. Januar 1979 in Gera) ist ein deutscher Sportler. Er ist badischer Meister (Bundesverband Deutscher Kraftdreikämpfer e.V.), Europameister (World Powerlifting Union) und deutscher Vizemeister (German Drug-Free Powerlifting Federation) 2016 in der Gewichtsklasse bis 75 kg im Kraftdreikampf.
Er wurde 2016 europäischer Rekordhalter im Kraftdreikampf in der Kategorie Kreuzheben bei der World Powerlifting Union mit 215 kg in der Gewichtsklasse bis 75 kg. 2019 belegte er den
2. Platz bei der Deutschen Meisterschaft Kraftdreikampf Classic Senioren vom BVDK und erreichte den deutschen Rekord im Kreuzheben und Total beim GDFPF. Ebenfalls erzielte er den 1. Platz bei der World Powerlifting Championships des WDFPF.
2021 erreichte er den 3. Platz beim Kreuzheben bei der Europameisterschaft vom EPF.
2022 erzielte Maik Klingert den Deutschen Rekord im Kreuzheben bei den Einzeldisziplinen vom GDFPF.

## Belege
1. ↑  Bundesverband deutscher Kraftdreikämpfer: Ergebnisse BVDK 2016 Wettkampf. In: ergebnisliste. BVDK, 2016, archiviert vom Original (nicht mehr online verfügbar) am 16. September 2016; abgerufen am 13. September 2016.  Info: Der Archivlink wurde automatisch eingesetzt und noch nicht geprüft. Bitte prüfe Original- und Archivlink gemäß Anleitung und entferne dann diesen Hinweis.
2. ↑  German Drugfree Powerlifting Federation: GDFP Ergebnisse 2016. In: Ergebnisse Wettkampf 2016. GDFP, 2016, abgerufen am 13. September 2016.
3. ↑  WPU: Ergebnisse WPU 2016. In: Ergebnisliste. World Powerlifting Union, 2016, archiviert vom Original (nicht mehr online verfügbar) am 16. September 2016; abgerufen am 13. September 2016.  Info: Der Archivlink wurde automatisch eingesetzt und noch nicht geprüft. Bitte prüfe Original- und Archivlink gemäß Anleitung und entferne dann diesen Hinweis.
4. ↑  Maik Klingert. Abgerufen am 23. Juni 2022.
5. ↑  GDFPF: Kraftdreikampf Ergebnisse 2019. In: gdfpf.de. GDPF, 23. Juni 2022, abgerufen am 23. Juni 2022 (deutsch).
6. ↑  Maik Klingert. Abgerufen am 23. Juni 2022.
7. ↑  GOODLIFT | Lifters | Profile. Abgerufen am 23. Juni 2022.
8. ↑  13. Deutsche Meisterschaften im Single Event 2022. Abgerufen am 23. Juni 2022.

| Personendaten    | Personendaten      |
| ---------------- | ------------------ |
| NAME             | Klingert, Maik     |
| KURZBESCHREIBUNG | deutscher Sportler |
| GEBURTSDATUM     | 23. Januar 1979    |
| GEBURTSORT       | Gera               |